# Ga Bangbae
Ga Bangbae (Tiếng Hàn: 방배역, Hanja: 方背驛) là ga số 225 trên Tuyến tàu điện ngầm Seoul số 2. Lăng mộ của Đại hoàng tử Hyoryeong (효령 대군), con trai thứ hai của Vua Taejong — vị quân vương thứ ba của triều đại Joseon — nằm ở phía đông bắc. Nhà ga nằm ở Bangbae-dong, Seocho-gu, Seoul.

## Bố trí ga
| Seocho ↑      |
| \| Vòng ngoài |
| ↓ Sadang      |

| Vòng ngoài | ●Tuyến 2 | ← Hướng đi Gangnam · Samseong · Jamsil                   |
| Vòng trong | ●Tuyến 2 | → Hướng đi Sadang · Sillim · Sindorim · Đại học Hongik → |

## Vùng lân cận
- Lối ra 1: Trường trung học Sangmun, chung cư Sindonga
- Lối ra 2: Chung cư Daewoo Hyoryeong
- Lối ra 3: Trường trung học cơ sở Isu
- Lối ra 4: Lăng mộ của Hoàng tử Hyoryeong, Trường tiểu học Bangil